# Ґощево (Куявсько-Поморське воєводство)
Ґощево (пол. Goszczewo) — село в Польщі, у гміні Александрув-Куявський Александровського повіту Куявсько-Поморського воєводства.
Населення — 132 особи (2011).
У 1975-1998 роках село належало до Влоцлавського воєводства.

## Демографія
Демографічна структура станом на 31 березня 2011 року:
|          | Загалом | Допрацездатний вік | Працездатний вік | Постпрацездатний вік |
| -------- | ------- | ------------------ | ---------------- | -------------------- |
| Чоловіки | 72      | 21                 | 43               | 8                    |
| Жінки    | 60      | 18                 | 25               | 17                   |
| Разом    | 132     | 39                 | 68               | 25                   |